# Rudy Demahis-Ballou
Rudy Demahis-Ballou, né le 26 février 2002 à Rouen en Seine-Maritime, est un joueur français de basket-ball évoluant au poste de meneur.

## Biographie

### Débuts dans le basket-ball
Rudy Demahis-Ballou débute le basket-ball en club à l'âge de six ans au SPO Rouen Basket. Il y reste jusqu'en 2017 et explose notamment lors de sa dernière saison en minime France où il inscrit plus de 17 points par match en moyenne.
En 2017, il intègre le Centre fédéral et effectue un cursus complet jusqu'en 2020. En 2019-2020, il est responsabilisé et joue l'ensemble de la saison en NM1. Il y inscrit près de 12 points et délivre près de 4 passes décisives par rencontre en moyenne.

### Premiers pas en professionnel (2020-2022)
À l'été 2020, il signe son premier contrat professionnel en faveur de l'AS Monaco. Il dispute deux saisons complètes en championnat et EuroCoupe puis EuroLigue. Il ne parvient pas à se mettre en avant dans un effectif monégasque dense et il n'est pas prolongé.

### Rebond à Fos-sur-Mer (janvier-février 2023)
En janvier 2023, après une blessure qui l'a touché à l'été 2022, il s'engage au Fos Provence Basket pour un mois en tant que pigiste médical. Il performe statistiquement à l'image d'un match à 11 points et 6 passes contre les Metropolitans 92 ou encore d'une rencontre à 10 points et 6 rebonds contre Roanne.

### Signature au Portel (février-mai 2023)
En février 2023, il s'engage à nouveau en tant que pigiste médical, cette-fois ci à l'ESSM Le Portel.

### Équipes de France jeune
En 2018, il dispute le Championnat d'Europe U16. Rudy Demahis-Ballou et ses coéquipiers s'inclinent en petite finale.
L'année suivante, il joue le Championnat d'Europe U18 avec un an d'avance.
En 2021, il dispute la Coupe du monde U19 avec notamment Victor Wembanyama et décroche la médaille d'argent. Il inscrit 41 points et délivre 14 passes décisives en 7 rencontres.

## Clubs successifs
- 2020-2022 :  AS Monaco (Betclic Elite)
- 2023 :  Fos Provence Basket (Betclic Elite)
- 2023 :  ESSM Le Portel (Betclic Elite)
- 2023-2024 :  Champagne Basket (Pro B)
- 2024-2025 :  Orléans Loiret Basket (Pro B)

## Palmarès et distinctions individuelles

### En club
AS Monaco :
- Vainqueur de l'EuroCoupe en 2021

 Orléans Loiret Basket : 
- Vainqueur de : Leaders Cup de Pro B 2025

### En sélection nationale
- Médaille d’argent de la Coupe du monde des moins de 19 ans en 2021